# Герасим Бочович
Герасим Бочович или Бочоич е български духовник от ранното Българско възраждане.

## Биография
Бочович е роден в горнореканското село Нивище, което в XIX век заедно с цялата област Горна река се поалбанчва. Основното сведение за Бочович е една негова приписка в Църковен устав от XIV век на Марковия манастир. Тази приписка е с важно лингвистично значение, тъй като, ако не се броят личните имена и топонимите, на практика е единственият извор за изчезналия български горнорекански диалект. В 20-те години на XIX век Бочович е последният игумен в манастира на Меник над горнореканското село Върбен. Принуден да напусне манастира, в 1831 година Бочович вече е игумен на Марковия манастир край Скопие, както свидетелства бележката на Кирил Пейчинович срещу името му в списъка на спомоществувателите в ръкописния екземпляр на „Утѣшеніе грѣшнымъ“. Като игумен Бочович се старае да запази манастира в тежките условия на натиск от околните мюсюлмански села.